# 北九州市旧大阪商船

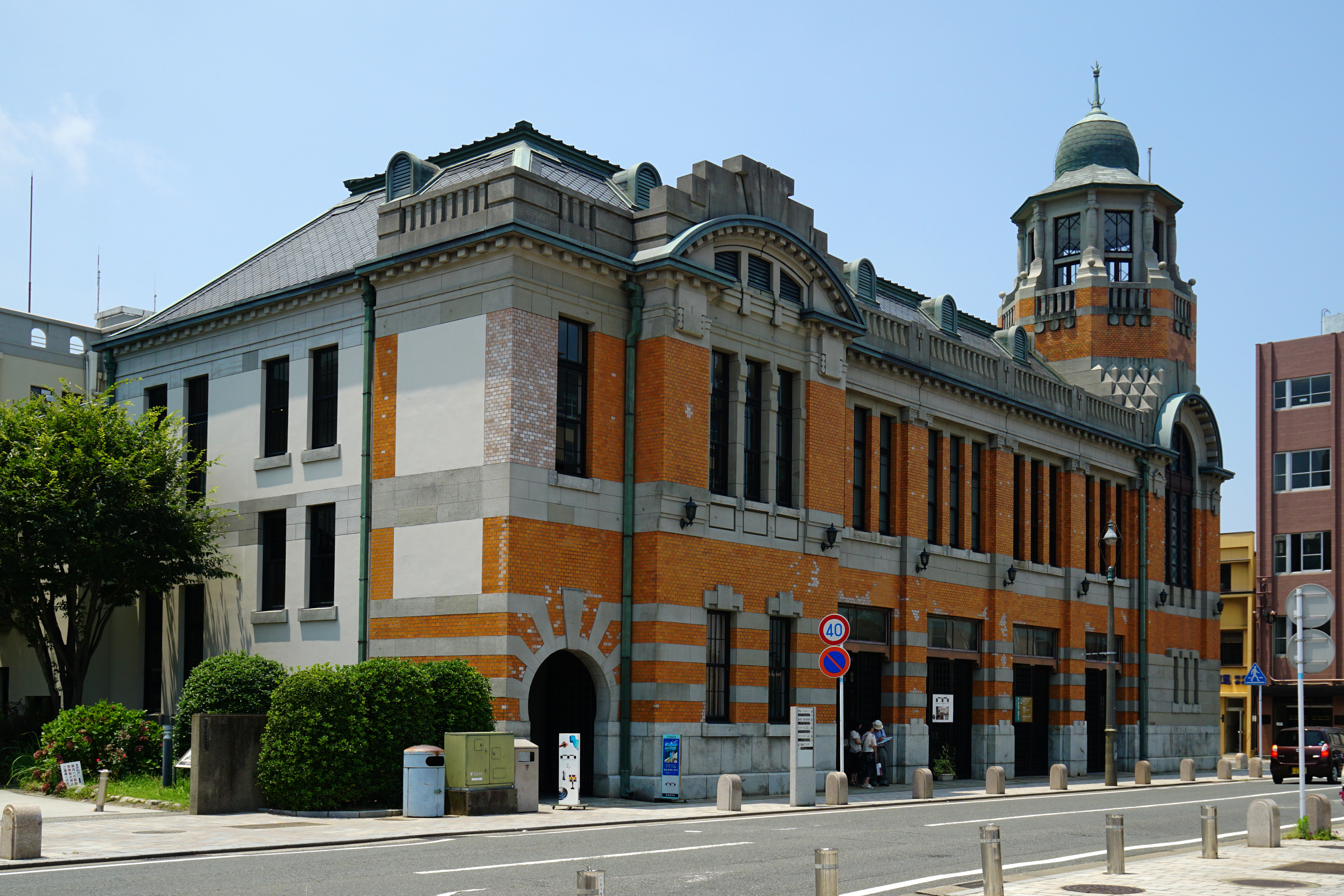
南東側外観

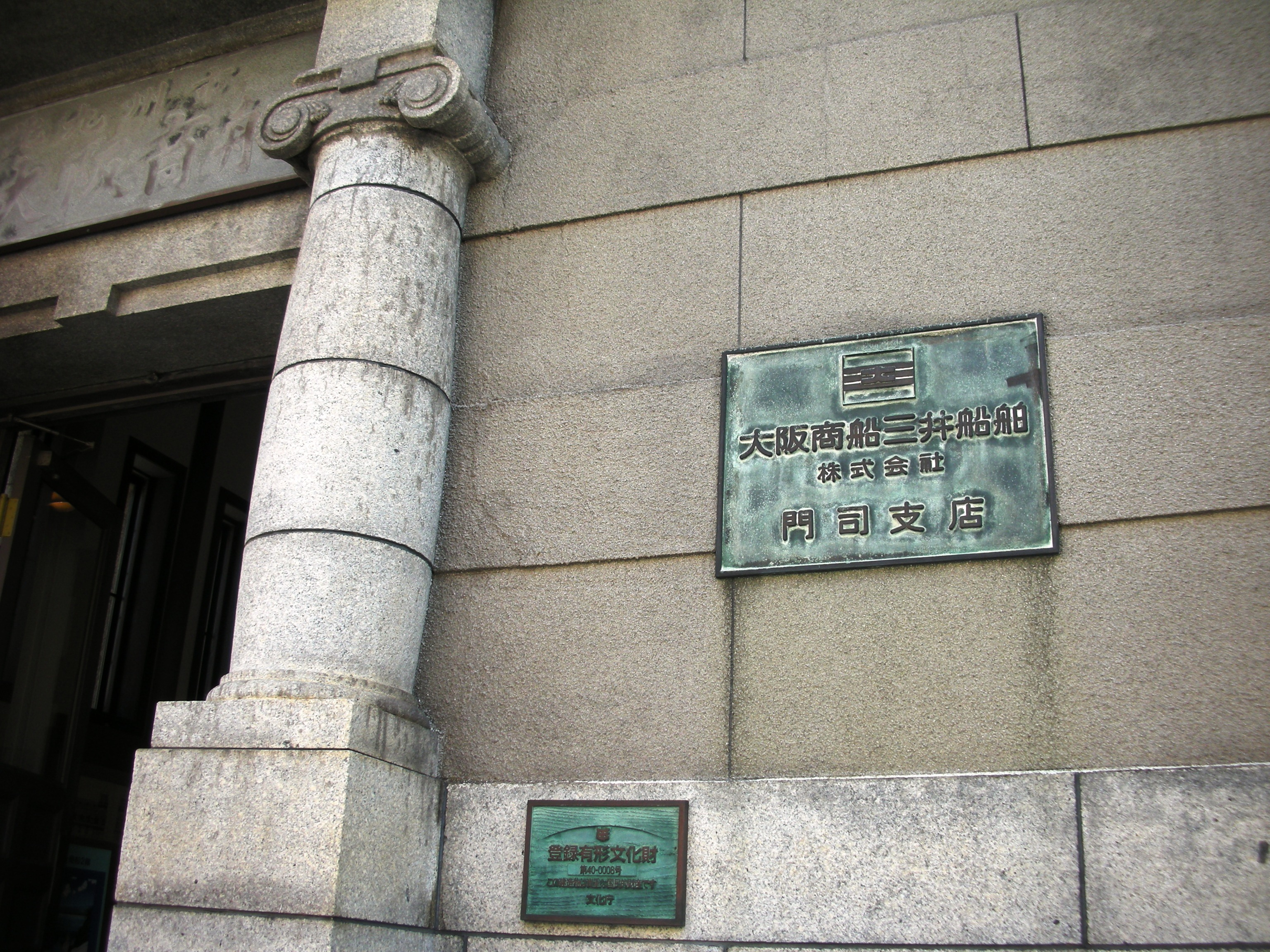
現在も残されている「大阪商船三井船舶株式会社門司支店」のプレート

北九州市旧大阪商船（きたきゅうしゅうし きゅうおおさかしょうせん）は福岡県北九州市門司区港町にある歴史的建造物。国の登録有形文化財に登録されている。

## 概要
大阪商船の門司支店として、1917年（大正6年）建設された。1964年（昭和39年）大阪商船と三井船舶の合併後は、商船三井ビルと呼ばれ、1991年まで使用された。その後、北九州市が買い取り、1999年（平成11年）7月19日登録有形文化財に登録された。また、2007年（平成19年）11月30日には、近代化産業遺産（北九州炭鉱 - 筑豊炭田からの石炭輸送・貿易関連遺産）に認定された。
木造二階建（一部レンガ型枠コンクリート造）で、屋根に設けられた大きなアーチを配した隅角部の窓と、その上部の八角型の塔屋はドイツ・オーストリアで開花したゼツェシオンの影響を受けたと言われている。当時としては、化粧レンガの色鮮やかさとヨーロッパ風の塔屋を持ったこの建物は、他を寄せ付けない門司港の象徴的な建物であった。
八角形の塔が特徴である。なお、建設当時は、北側は海に面し、専用桟橋から直接乗船可能であった。
2015年（平成27年）4月から2016年（平成28年）秋まで、2階のスペースにおいて出光美術館の仮営業を行っていた（同じ門司港地区にある同美術館の改装工事に伴う一時移転）。

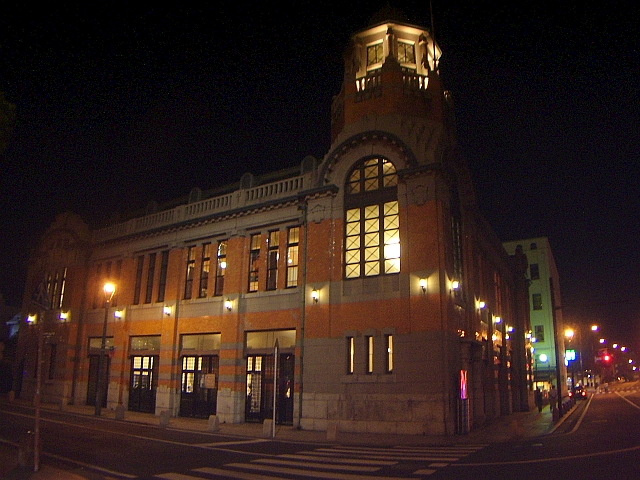
門司港レトロ・ナイトファンタジーの照明演出

現在1階には、門司港ブランド雑貨店「門司港デザインハウス」と、2階から移った「わたせせいぞうと海のギャラリー（わたせせいぞうギャラリー）」があり、さらに飲食店として「カフェ・マチエール」が営業している。
なお、2階には1階から移った多目的ホール「海峡ロマンホール」があるが、通常は開放されていない。

## 周辺施設
- プレミアホテル門司港
- 北九州市旧門司三井倶楽部
- ブルーウイングもじ

## 交通
- JR九州 門司港駅から徒歩2分。
- 関門汽船 門司港桟橋から徒歩2分。
- 関門橋 門司港ICから車で約5分。
- 九州自動車道 門司ICより車で約7分。
- 北九州高速 春日ランプより車で約5分。